# Vallhagar

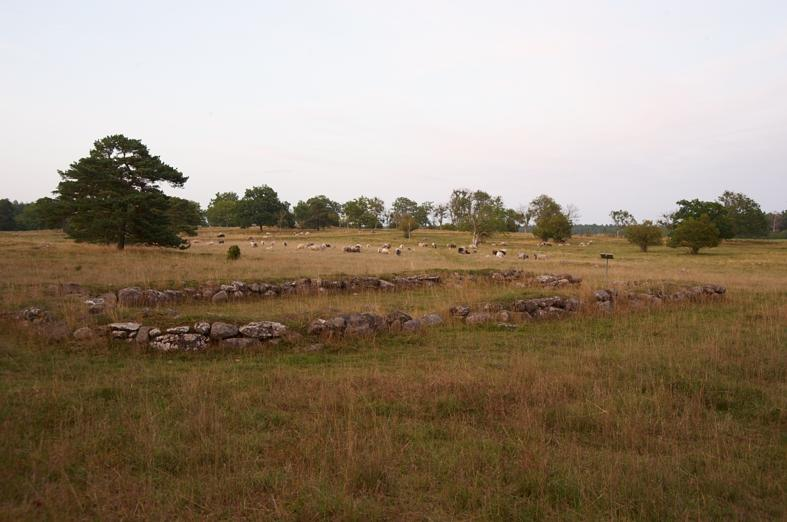
Hausfundamente

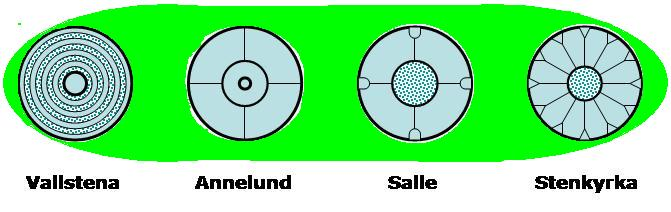
Auf dem südlichen Gräberfeld von Vallhagar finden sich Radgräber, wie die hier abgebildeten

Vallhagar ist ein zehn Hektar großes prähistorisches Dorf auf dem Weideland zwischen Övre und Nedre Fröjel im Kirchspiel Fröjel auf der schwedischen Insel Gotland. Es besteht aus 24 Fundamenten von fünf oder sechs Höfen mit den dazugehörigen Grundstückseinhegungen (vastar) und ist der größte Hausfundamentkomplex der Insel. Inmitten der Fundamente befindet sich eine Röse, die in das 2. Jahrhundert n. Chr. datiert wird. Die Hausfundamente, nahe dem Gräberfeld und zwei Feldstücke wurden zwischen 1946 und 1950 von Märten Stenberger untersucht. 
Gräber unter flachen Steinhügeln aus der römischen Kaiserzeit, eingefasst mit doppelten Steinringen und äußerem Steinkranz, alles aus handlichen Steinformaten, befinden sich im südlichen Gräberfeld. Sie ähneln den speichenlosen Radgräbern von Vallstena. Das Fundmaterial ist teilweise in Gotlands Historischem Museum ausgestellt.  
Die Funde innerhalb der Häuser bestehen überwiegend aus Keramik und Gebrauchsgegenständen aus der römischen Eisenzeit und der Völkerwanderungszeit (200–600 n. Chr.). Danach scheint das Dorf unter ungeklärten Umständen aufgegeben worden zu sein. Anscheinend gehören die Gräber auf dem südlichen Gräberfeld der Bronzezeit an, obwohl sie von den Einhegungen des Dorfes berührt werden. Die Funde auf den beiden anderen Gräberfeldern fallen ebenfalls nicht mit den Funden zusammen, die in die Zeit der Häuser gehören.
Eines der Häuser von Vallhagar, das sich im Besitz von Gotlands fornvänner befindet, ist nicht wieder zugedeckt worden. Die Mauerfundamente sowie andere Details im Inneren des Hauses liegen frei und sind zu besichtigen.